# Publiseer
 (mars 2018).
 (juin 2025).
Motif : les sources proposées semblent relativement proches dans le temps. La notoriété ne semble pas clairement établie. Par ailleurs, l'article est orphelin
- Archive Wikiwix
- Bing
- Cairn
- DuckDuckGo
- E. Universalis
- Gallica
- Google
- G. Books
- G. News
- G. Scholar
- Persée
- Qwant
- (zh) Baidu
- (ru) Yandex
- (wd) trouver des œuvres sur Wikidata

| 1. | Préciser le motif de la pose du bandeau. | Précisez le motif de la pose du bandeau en utilisant la syntaxe suivante : {{admissibilité à vérifier\|date=juin 2025\|motif=remplacez ce texte par le motif}}                 |
| 2. | Informer les utilisateurs concernés.     | Pensez à avertir le créateur de l'article, par exemple, en insérant le code ci-dessous sur sa page de discussion : {{subst:avertissement admissibilité à vérifier\|Publiseer}} |

Publiseer est une startup nigériane d'édition numérique créée en 2017 par les frères jumeaux Chidi et Chika Nwaogu, et hébergeant des livres et de la musique.  
Publiseer propose un portail d'auto-édition qui permet aux auteurs indépendants et aux artistes musicaux vivant au Nigéria, de publier et de distribuer gratuitement leurs créations dans divers magasins et de réduire les revenus générés par ces magasins,.
Les fondateurs ont créé Publiseer après avoir vendu leur deuxième entreprise en démarrage, dans le but de réduire les défis rencontrés par les artistes et auteurs nigérians lors de la publication de leurs créations, telles que la distribution et la monétisation,.
Publiseer a été finaliste au « New Venture Competition » de la Harvard Business School en 2018, un événement annuel parrainé par le HBS Rock Center for Entrepreneurship and Alumni Clubs & Associations.